# 大阪京阪タクシー
 大阪京阪タクシー（おおさかけいはんタクシー）は、かつて京阪グループに属していた京阪沿線の大阪府下を営業エリアとするタクシー会社、所有タクシー車両数150両。また門真市や守口市で駐車場経営も行っていた。

## 沿革
- 1952年7月11日 - 大阪京阪タクシー株式会社、設立。京阪自動車（現、京阪バス）の大阪地区タクシー事業を譲受。
- 2003年5月1日 - 中間持ち株会社「株式会社京阪タクシーシステムズ」、設立。同社の完全子会社となる。
- 2008年10月1日 - 「京阪タクシーシステムズ」が京阪電気鉄道に吸収合併される。
- 2010年10月1日 - 京阪電気鉄道から第一交通産業へ全株式が譲渡され、京阪グループを離脱。「第一交通株式会社」に社名変更[1]。

## 本社・営業所・整備工場
- 本社、本社営業所
  - 〒573-0045 大阪府枚方市藤田町3-30
- 牧野営業所
  - 〒573-1145 大阪府枚方市黄金野1丁目693-2
- 守口整備工場
  - 〒570-0038 大阪府守口市河原町3-10

## 駐車場
- 守口駐車場
  - 〒570-0038 大阪府守口市河原町3-10
- 古川橋駐車場
  - 〒571-0064大阪府門真市御堂町200-1
- 大和田駐車場
  - 〒571-0064大阪府門真市御堂町76-5
- 萱島駐車場
  - 〒571-0071 大阪府門真市上島町1-8